# 1882
- Wikisource

| Calendário gregoriano                                                        | 1882 MDCCCLXXXII                     |
| Ab urbe condita                                                              | 2635                                 |
| Calendário arménio                                                           | 1331 – 1332                          |
| Calendário bahá'í                                                            | 38 – 39                              |
| Calendário budista                                                           | 2426                                 |
| Calendário chinês                                                            | 4578 – 4579 Início a 18 de fevereiro |
| Calendário copta                                                             | 1598 – 1599                          |
| Calendário etíope                                                            | 1874 – 1875                          |
| Calendários hindus - Vikram Samvat - Calendário nacional indiano - Cáli Iuga | 1937 – 1938 1803 – 1804 4982 – 4983  |
| Calendário Holoceno                                                          | 11882                                |
| Calendário islâmico                                                          | 1299 – 1300                          |
| Calendário judaico                                                           | 5642 – 5643                          |
| Calendário persa                                                             | 1260 – 1261 Início a 21 de março     |
| Calendário rúnico                                                            | 2132                                 |
| Calendário solar tailandês                                                   | 2425                                 |

1882 (MDCCCLXXXII, na numeração romana) foi um ano comum do século XIX do atual Calendário Gregoriano, da Era de Cristo, e a sua letra dominical foi A, totalizando 52 semanas, teve início a um domingo e terminou também a um domingo. No calendário juliano, o ano teve início e fim numa sexta-feira, com a letra dominical C.
| Ano completo                    |
| ------------------------------- |
| Ano comum com início ao domingo |

## Eventos
- Teve início o primeiro Ano Polar Internacional, encerrado em 1883.
- Fundação da cidade de Tulsa no Oklahoma (Estados Unidos).
- Felix Klein descobre a garrafa de Klein.
- Apresentado ao mundo o chamado `cão perfeito`, o primeiro pastor alemão capa preta na feira de novidades de Hanôver, Alemanha, por Horand von Grafath.
- Em Nova Iorque, é inaugurada a primeira usina elétrica do mundo.
- Terremoto na ilha de São Miguel.
- Realização de uma exposição agrícola em Ponta Delgada, ilha de São Miguel, Açores.
- Publicação do jornal português, Gazeta de Farmácia.[1]

### Março
- 24 de Março - Robert Koch anuncia a descoberta da bactéria responsável pela tuberculose (Mycobacterium tuberculosis)
- 25 de Março - Inauguração do Elevador do Bom Jesus, em Braga (Portugal).
- 29 de março - primeiro voo no Rio de Janeiro de um balão dirigível, Le Victoria, e o terceiro voo do mundo, por Júlio César Ribeiro de Sousa.

### Maio
- 31 de maio - fundação do município de São Paulo de Olivença, no atual estado do Amazonas.

### Setembro
- 20 de Setembro - Elevação da Figueira da Foz a cidade.

### Novembro
- 19 de Novembro - Fundação da cidade de La Plata.

### Dezembro
- 28 de Dezembro - Fundação da cidade de Rio Branco no atual estado do Acre, na época território boliviano

## Nascimentos
- 12 de Janeiro - José Luis Tejada Sorzano, presidente da Bolívia de 1934 a 1936 (m. 1938).
- 16 de janeiro - António dos Santos Graça, etnógrafo, jornalista e político português (m. 1956[2].
- 30 de Janeiro - Franklin Delano Roosevelt, Presidente dos Estados Unidos (m. 1945)
- 26 de Fevereiro - Husband Kimmel, almirante na Marinha dos Estados Unidos e comandante da frota do pacífico na época do ataque Japonês a Pearl Harbor (m. 1958)
- 12 de Março - Carlos Blanco Galindo, presidente da Bolívia de 1930 a 1931 (m. 1946).
- 14 de março - Wacław Sierpiński, matemático polonês (m. 1969).
- 15 de Março - Júlio Prestes, político brasileiro (m. 1946)
- 18 de Março - Horácio Queirós de Matos, político e coronel do sertão baiano da primeira metade do século XX. (m. 1931)
- 20 de Março - René Coty, presidente da França de 1954 a 1959 (m. 1962)
- 23 de Março - Emmy Noether, matemática e física alemã (m. 1935).
- 30 de Março - Melanie Klein, psicoterapeuta austríaca (m. 1960)
- 14 de Abril - Moritz Schlick, filósofo positivista (m. 1936).
- 18 de Abril - Monteiro Lobato, escritor e editor brasileiro(m. 1948).
- 19 de Abril - Getúlio Vargas, presidente do Brasil (m. 1954)
- 20 de Abril - Holland Smith, general do Corpo de Fuzileiros dos Estados Unidos (m. 1967)
- 13 de Maio - Georges Braque, pintor e escultor francês, um dos fundadores do Cubismo (m. 1963)
- 16 de Maio - Marcel Duchamp, pintor, escultor, artista conceitual conhecido por seu readymades (m.1968)
- 22 de Julho - José Rodrigues Leite e Oiticica, anarquista, professor e filólogo brasileiro (m. 1957)
- 5 de Agosto - Hernando Siles Reyes, presidente da Bolívia de 1926 a 1930 (m. 1942).
- 14 de Outubro - Eamon de Valera, terceiro presidente da República da Irlanda (m. 1975).
- 21 de Outubro - Maximiliano Hernández Martínez, militar e presidente de El Salvador de 1931 a 1934 e de 1935 a 1944 (m. 1966)
- 23 de Outubro - Antonio Nunes Leite, Advogado e Jornalista brasileiro (m. 1964)
- 16 de Dezembro - Zoltán Kodály, compositor, etnomusicólogo, educador, linguista e filósofo da Hungria. (m. 1967)
- 23 de Dezembro - Mokiti Okada, Filósofo e Religioso Japonês(m. 1955).

- 28 de Dezembro - Arthur Stanley Eddington, astrofísico britânico (m. 1944).

## Mortes
- 11 de Janeiro - Theodor Schwann, biólogo alemão (n. 1810)
- 1 de fevereiro - Antoine Bussy, farmacêutico e químico francês (n. 1794).
- 5 de Abril - Pierre-Guillaume-Frédéric Le Play, sociólogo francês (n. 1806).
- 10 de Abril - Dante Gabriel Rossetti, um dos fundadores da Irmandade Pré-Rafaelita (n. 1828).
- 19 de Abril - Charles Darwin, naturalista britânico (n. 1809)
- 27 de Abril
  - Ferdinand Reich, químico alemão (n. 1799)
  - Ralph Waldo Emerson, escritor, filósofo e poeta estado-unidense (n. 1803).
- 2 de Junho - Giuseppe Garibaldi, guerrilheiro italiano, alcunhado de "herói de dois mundos" (n. 1807)
- 10 de Julho - Gonçalves de Magalhães - Visconde do Araguaia, foi um   médico, professor, diplomata, político, poeta e ensaísta brasileiro. (n. 1811)
- 13 de agosto - Frederick Alfred Stally Mills, Duque de Sófia, Bulgária. (n. 1863)
- 6 de dezembro - Louis Blanc, historiador e socialista utópico francês (n. 1811)
- 5 de Setembro - Jesse Woodson James, um dos mais famosos cowboys norte-americanos (n.1847)
- 27 de dezembro - Giovanni Losi, missionario italiano no Sudão, confessor de Daniel Comboni (n. 1838).

## Temáticos
Ciência
- O citologista Walther Flemming tornou-se no primeiro a demonstrar que os estágios diferenciados da mitose não eram fruto de artefactos de coloração das lâminas para observação microscópica. Assim, estabeleceu-se que a mitose ocorre nas células vivas e para além disso que o número cromossómico duplicava em número mesmo antes da célula se dividir em duas.

## Por tema
- 1882 no Brasil
- 1882 na ciência
- 1882 no desporto
- 1882 na literatura
- 1882 na música